# Sofia
För andra betydelser, se Sofia (olika betydelser).
Sofia (bulgariska: София; Sofija) är huvudstad och största stad i Bulgarien. Staden ligger i västra Bulgarien, vid foten av bergsmassivet Vitosja, och är administrativt, kulturellt och industriellt centrum i landet. Staden utgör en administrativ region (oblast) Sofija-grad och är en kommun Stolitjna Obsjtina med 1 325 429 invånare (2017).
Sofia är en av de äldsta huvudstäderna i Europa och historien går tillbaka till 700-talet f.Kr. då thraker bosatte sig i området. Staden har länge haft en viktig roll på hela Balkanhalvön inte minst eftersom staden sammankopplar Adriatiska havet och Centraleuropa med Svarta havet och Egeiska havet. Sofia har haft flera olika namn genom historien.

## Historia

Alexander Nevskij-katedralen

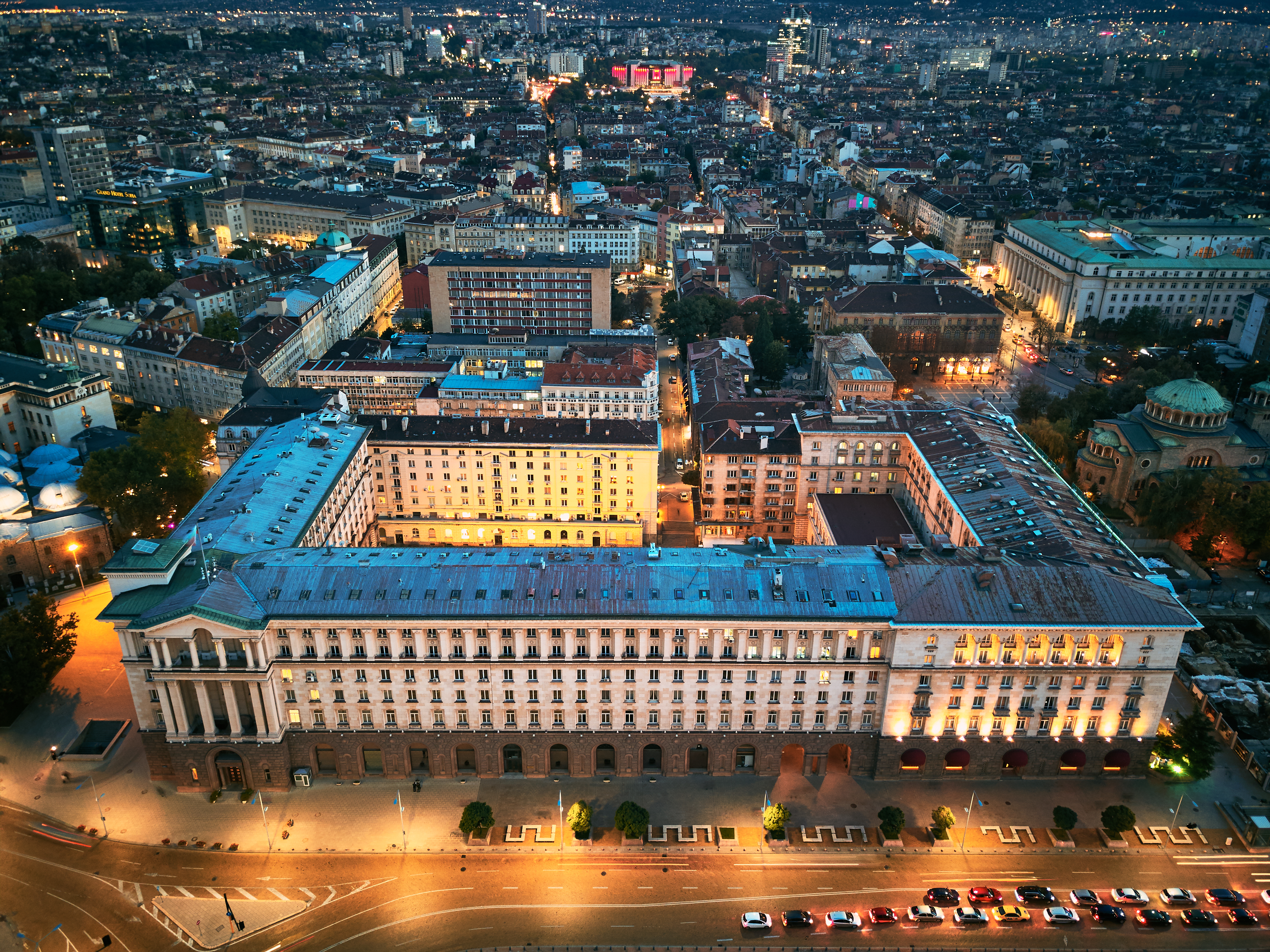

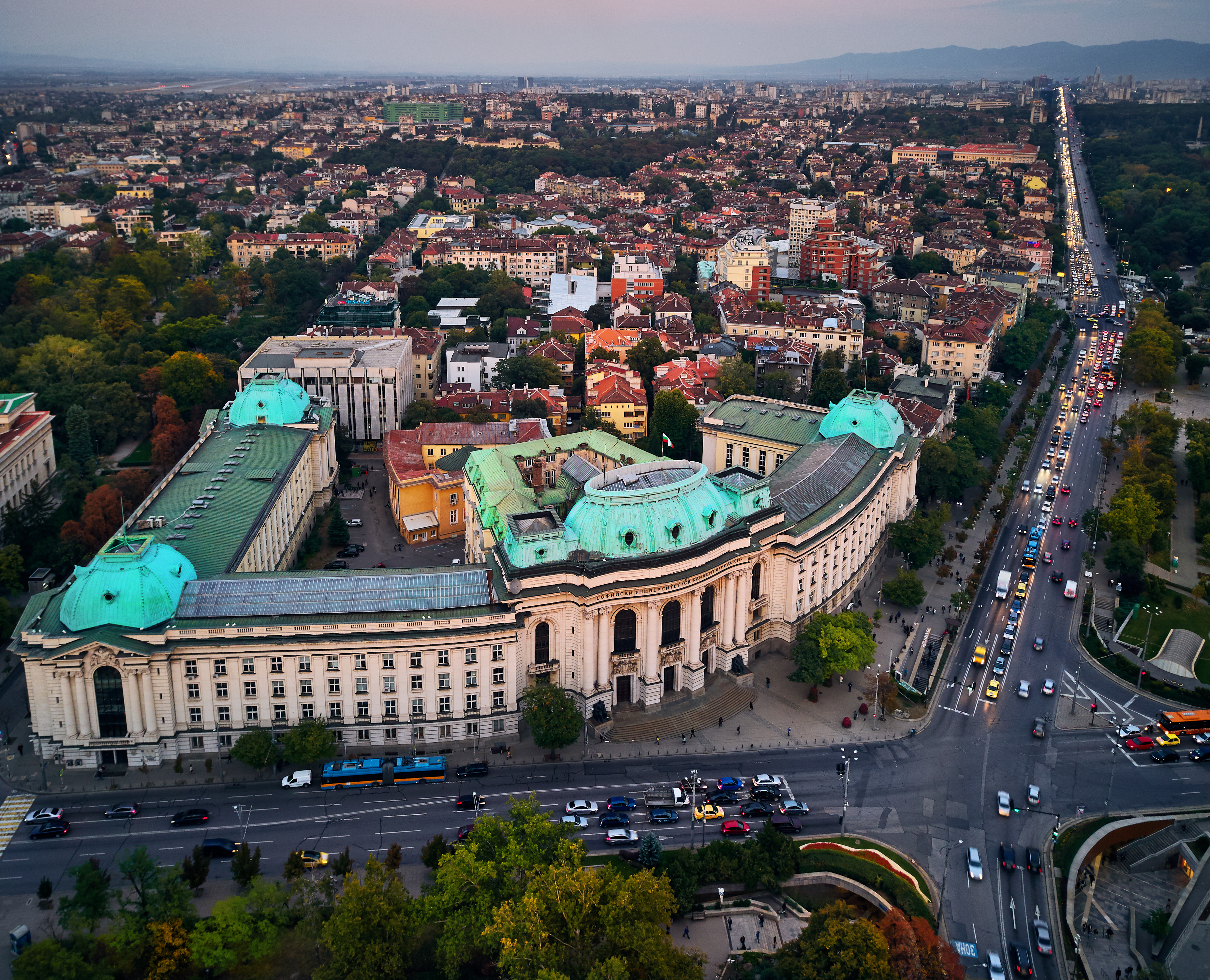

### Antiken
Sofia var från början en thrakisk bosättning kallad Serdica, namngiven efter den thrakiska grenen Serdi. Runt 500 f.Kr. bosatte sig en annan gren i regionen, Odrysi, känd som personer (ethnos) med sina egna kungadöme. Under en kort period under 300-talet f.Kr. tilldelades staden till Filip II av Makedonien och hans son Alexander den store.
Runt år 29 erövrades staden av romarna och fick namnet Ulpia Serdica. Den blev ett municipium, eller center för en administrativ region, under kejsare Trajanus (98-117) regeringstid. Det första skrivna omnämnandet av Serdica gjordes av Klaudios Ptolemaios (runt år 100). Staden utvidgades, med små torn på byggnader, skyddsmurar, allmänna bad, administrativa och kulturella byggnader, en basilika och en stor amfiteater kallad Bouleutherion. När kejsare Diocletianus delade provinsen Dakien i Dacia Ripensis (på Donaus banker) och Dacia Mediterranea, blev Serdica huvudstad i Dacia Mediterranea. Staden utvecklades under ett och ett halvt sekel, vilket gjorde att Konstantin den store kallade den "Mitt Rom".
Serdica var av medelstorlek med ståtligheten hos ett storstadskoncept med planering och arkitektur, med rik munterhet och aktivt socialt liv. Den blomstrade under ledning av den bysantinske kejsaren Justinianus I, då den omringades av stora slottsmurar, vilkas delar man kan se än idag. Staden förstördes av hunner år 447 men återuppbyggdes av Justinianus under namnet Triaditsa.

### Medeltiden
Sofia blev först en del av Första bulgariska imperiet under regeringen av Krum år 809. Efteråt blev den känd under det slaviska namnet Sredets och växte till ett viktigt slott och administrativt centrum. Efter ett antal misslyckade slag föll staden under det bysantinska riket år 1018, men återigen blev del av det andra bulgariska imperiet under tiden av tsar Ivan Asen I. Från 1100- till 1300-talet var Sofia en viktig plats för handel och hantverk. Den namngavs till Sofia (grekiska för visdom) år 1376 efter kyrkan St. Sofia. Staden kallades både Sofia och Sredets fram till 1500-talet, då det nya namnet gradvis ersatte det gamla.

### Osmanska riket
Sofia togs över av osmanska riket under ledning av Murad I år 1382, och blev huvudstad i den osmanska provinsen (beylerbeylik) Rumelien, som existerade till 1715 då flest katoliker emigrerat.

### Självständiga Bulgarien
Under rysk-turkiska kriget (1877-1878) togs Sofia över av ryska trupper och blev år 1879 huvudstad i det autonoma furstendömet Bulgarien, vilket 1908 blev kungadömet Bulgarien. Under andra världskriget bombades Sofia av allierade luftstyrkor under sena 1943 och tidiga 1944, och ockuperades senare av Sovjetunionen. Bulgariens regim, som allierade landet med Nazityskland, besegrades och Sofia blev huvudstad i det kommuniststyrda Folkrepubliken Bulgarien (1944-1989).

## Kultur
Sofia är en av de äldsta huvudstäderna i Europa och blandar sin historia med nutiden med en anmärkningsvärd arkitektstil. Historiska landmärken inkluderar 900-talets Bojanakyrka (ett av Bulgariens världsarv), och Alexander Nevskijkatedralen (en av världens största ortodoxa kyrkor), och den tidiga bysantinska St. Sofiakyrkan. Mer modern arkitektur syns bland annat på bulgariska nationaloperan och balett, Ivan Vazovs nationalteater, Rakovskigatans teaterdistrikt, Slavejkovtorgets utomhusbokmarknad, och Kulturens nationalpalats, som är sydosteuropas största kulturella- och kongresscentrum. Det finns 16 universitet i staden, bland annat Sofias universitet, grundat år 1888. Sofia är också sätet för ett östortodoxt och ett romersk-katolskt stift. Synagogan i Sofia är den tredje största i Europa.

### Museer
I Sofia finns många museer, bland annat historiska nationalmuseet, Bulgariens naturhistoriska museum, jord- och människomuseet, etnografiska museet, militärhistoriska nationalmuseet, det nationella polytekniska museet samt det nationella jordbruksmuseet. Dessutom finns Sofias konsthall, bulgariska nationalgalleriet för konst, bulgariska nationalgalleriet för utländsk konst, socialistiska konstmuseet samt flera privata konstgallerier.

### Filminspelningar
Den största delen av filmen Hitman (2007) spelades in i Sofia. Filmen utspelade sig i Sankt Petersburg i de scenerna som spelades in i Sofia. Byggnader och platser som var centrala i filminspelningen var bland annat Alexander Nevskikatedralen i Sofia, rondellen som går runt den och nationalteatern Ivan Vasov. Flera av de "ryska" skyltarna i filmen hade egentligen bulgarisk text.

## Geografi
Sofias bebyggelse som betydelsefull bosättning beror till stor del på dess geografiska belägenhet på Balkanhalvön. Staden ligger i västra Bulgarien, vid norra foten av bergsmassivet Vitosja, i Sofiadalen och omges av berg på alla sidor. Tre bergspass går genom staden och har varit nyckelvägar sedan antiken. De sammankopplar Adriatiska havet och Centraleuropa med Svarta och Egeiska havet.
Ett flertal mindre floder rinner genom staden, däribland Vladajska och Perlovska. Iskărfloden rinner, på sin övre kurs, nära östra Sofia. Staden är känd för sina vattenkällor och heta källor. Konstgjorda sjöar och dammar har byggts under det senaste århundradet. Staden ligger 150 kilometer nordost om Plovdiv, Bulgariens näst största stad, 390 kilometer väster om Burgas, 470 kilometer väster om Varna, Bulgariens största hamnstäder vid svartahavskusten.

### Klimat
Sommaren 2007 var en av den varmaste somrarna i Sofias historia.
Uppmätta normala temperaturer och -nederbörd i Sofia:
|                                            | Jan  | Feb  | Mar | Apr  | Maj  | Jun  | Jul  | Aug  | Sep  | Okt  | Nov | Dec  |
| ------------------------------------------ | ---- | ---- | --- | ---- | ---- | ---- | ---- | ---- | ---- | ---- | --- | ---- |
| Normaldygnets maximitemperaturs medelvärde | 2,2  | 4,9  | 9,8 | 15,7 | 20,3 | 23,5 | 25,9 | 26,0 | 22,6 | 16,6 | 9,6 | 4,1  |
| Normaldygnets minimitemperaturs medelvärde | −4,9 | −2,9 | 0,3 | 4,8  | 9,0  | 12,1 | 13,8 | 13,4 | 10,4 | 5,7  | 1,2 | −2,7 |
|                                            |      |      |     |      |      |      |      |      |      |      |     |      |
| Nederbörd                                  | 28   | 31   | 38  | 51   | 73   | 75   | 63   | 51   | 38   | 35   | 48  | 40   |

| Diagram | temperaturer i °C • månadsnederbörd i mm | temperaturer i °C • månadsnederbörd i mm | temperaturer i °C • månadsnederbörd i mm | temperaturer i °C • månadsnederbörd i mm | temperaturer i °C • månadsnederbörd i mm | temperaturer i °C • månadsnederbörd i mm | temperaturer i °C • månadsnederbörd i mm | temperaturer i °C • månadsnederbörd i mm | temperaturer i °C • månadsnederbörd i mm | temperaturer i °C • månadsnederbörd i mm | temperaturer i °C • månadsnederbörd i mm | temperaturer i °C • månadsnederbörd i mm |
|         | 28 2 -5                                  | 31 5 -3                                  | 38 10 0                                  | 51 16 5                                  | 73 20 9                                  | 75 24 12                                 | 63 26 14                                 | 51 26 13                                 | 38 23 10                                 | 35 17 6                                  | 48 10 1                                  | 40 4 -3                                  |

## Demografi
Enligt 1999 års data  hade hela huvudstadskommunen, med totalt 1 326 377 invånare år 2006, en befolkningstäthet på 917,8 invånare per kvadratkilometer, det högsta i landet. Själva staden yhade totalt 1 203 680 invånare. 
Ration med kvinnor per 1 000 män var 1 114 stycken och invånaråldrandet var 100,3. Födelseantalet per 1 000 invånare var 7,9 och stadigt vilande under de senaste femton åren, dödsrisken nådde 12,2 och växte. Arbetslösheten är märkbart lägre än i andra delar av landet - 2,45% av de arbetskunniga år 1999, jämfört med 8,97% i hela Bulgarien i augusti 2006. Den större andelen arbetslösa med högre utbildning, 27%, kan jämföras med 7% i hela landet.

## Ekonomi
Sofia är huvudcentrum för Bulgariens ekonomiska liv. Produktionssektorn i ekonomin, representerad av över 800 stora tillverkningsplatser, inkluderar metallprodukter (75% av den totala siffran i landet), textilier, gummi och läderprodukter, tryckprodukter (50% av totalsiffran) och elektronikprodukter (15% av totalsiffran). Sofia är också landets finansiella hub, hem för Bulgariska nationalbanken (tillsammans med flera andra banker). Konstruktion, handel och transport är andra viktiga sektioner i den lokala ekonomin.

## Administration
Staden är en av de 28 regionerna i Bulgarien (inte att förknippa med Sofiaprovinsen som till stor del omger, men inte inkluderar, staden). Provinsen är indelad i endast en kommun, Stolitjna, som motsvarar Sofias stadsgräns. Denna kommun är vidare indelad i 24 distrikt. Befolkningscentra inom stadsgränsen är Sofias centralort, tre andra orter (Bankja, Buchovo och Novi Iskăr) samt ytterligare 34 byar.

## Transport och infrastruktur

Sofias flygplats

Med sin välutvecklade infrastruktur och strategiska belägenhet är Sofia ett viktigt centrum för internationella järnvägar och bilvägar. Alla större typer av transport (utom vattentransport) är representerade i staden, där det finns 8 järnvägsstationer, centrum för flygkontroll, och Sofias flygplats (hub för flygbolaget Bulgaria Air). Tre transeuropeiska transportkorridorer går genom staden, 4, 8 och 10. Kollektivtrafiken har en betydande roll i transporten. Den består av Sofias tunnelbana, bussar, spårvagnar och trådbussar. Det finns över 15 000 licensierade taxibilar som opererar i staden.

## Sport
Idrottsklubbarna CSKA Sofia, Levski Sofia och Slavia Sofia kommer från staden och har verksamhet och har nått framgång i många sporter.

## Utbildning
Som landets huvudstad är Sofia den viktigaste staden för utbildning och de flesta möjligheterna till högre utbildning är baserade här. Huvuduniversitetet heter Kliment Ohridski.